# Dudleya attenuata
Dudleya attenuata är en fetbladsväxtart som först beskrevs av S. Wats., och fick sitt nu gällande namn av Reid Venable Moran. Dudleya attenuata ingår i släktet Dudleya och familjen fetbladsväxter.

## Underarter
Arten delas in i följande underarter:
- D. a. attenuata
- D. a. australis
- D. a. orcuttii